# Герке, Дорис
До́рис Ге́рке (нем. Doris Gercke; 7 февраля 1937, Грайфсвальд, провинция Померания, нацистская Германия — 25 июля 2025, Гамбург) — немецкая писательница, известный автор детективных романов. Лауреат премий Мартина Бека (1991) и Фридриха Глаузера (2000).

## Биография
Дорис Герке родилась 7 февраля 1937 года в Грайфсвальде в семье рабочих. В 1949 году семья переехала в Гамбург. Родители не могли обеспечить дочери высшее образование, и в 16 лет она устроилась на работу администратором. В 20 лет Дорис вышла замуж, а в 22 года родила второго ребёнка. Она полностью посвятила себя семье, воспитанию детей (сына и дочери) и ведению домашнего хозяйства. В 1980 году ей выделили стипендию для изучения права, к чему она стремилась со времени окончания школы. Однако, получив образование, Дорис не проработала по специальности ни дня.
1 августа 1987 года она начала писать (вручную) свой первый триллер. В 1988 году был издан её первый детективный роман, «Вейншрётер, Вас надо повесить», принёсший автору широкую известность, благодаря образу комиссара Беллы Бартока, любителя поэзии и водки с апельсиновым соком. Впоследствии романы из серии о комиссаре были экранизированы. Некоторые свои произведения Дорис подписывает псевдонимом Мари-Жо Морель (фр. Marie-Jo Morell). Она также пишет книги для детей и стихи.
Дорис придерживается «левых» взглядов в политике, что связано с её пацифистскими и антифашистскими убеждениями, принимает участие в политических демонстрациях. Она также участвует в медиа-проекте компартии Германии — «UZ-Pressefest».
В 1991 году за роман «Du skrattade, du ska dö» Дорис получила Премию Мартина Бека. В 2000 году Ассоциация немецкоязычных авторов детективов вручила ей Премию Glauser за достижения в области немецкоязычных детективов.
Дорис Герке жила в Гамбурге, где и умерла 25 июля 2025 года в возрасте 88 лет.

## Сочинения
Курсивом выделены книги из серии «Тайны Беллы Блок».
- «Вайншрётер, Вас надо повесить» (нем. Weinschröter, du mußt hängen, 1988)
- «Низкий сезон» (нем. Nachsaison, 1989)
- «Москва, моя любовь» (нем. Moskau meine Liebe, 1989)
- «Война, смерть, чума» (нем. Der Krieg, der Tod, die Pest, 1990)
- «Остров» (нем. Die Insel, 1990)
- «Детское зерно» (нем. Kinderkorn, 1991)
- «Прятки. Детский триллер» (нем. Versteckt. Ein Kinderkrimi, 1993)
- «Нет другой страны» (нем. Kein fremder Land, 1993)
- «Упасть с любовью» (нем. Ein Fall mit Liebe, 1994)
- «О жизни и смерти» (нем. Auf Leben und Tod, 1995)
- «Дочери Чингизхана» (нем. Dschingis Khans Tochter, 1996)
- «Ледяное гнездо. Стихи» (нем. Eisnester. Gedichte, 1996)
- «За пригоршню долларов. Молодёжная книга» (нем. Für eine Hand voll Dollar. Jugendbuch, 1998)
- «Смерть в городе. Роман» (нем. Der Tod ist in der Stadt. Roman, 1998)
- «Женщина из моря» (нем. Die Frau vom Meer, 2000)
- «Красивый убийца» (нем. Die schöne Mörderin, 2001)
- «Поединок Ведделя. Криминальная история» (нем. Duell auf der Veddel. Ein Krimi-Märchen, 2001)
- «Желание Милены. Роман» (нем. Milenas Verlangen. Roman, 2002)
- «Порядок Берингера» (нем. Beringers Auftrag, 2003)
- «Белла Чао» (нем. Bella Ciao, 2004)
- «Спи, детка, спи» (нем. Schlaf, Kindchen, schlaf, 2004)
- «Джорджия» (нем. Georgia, 2006)
- «Молчание или смерть» (нем. Schweigen oder Sterben, 2007)
- «Пазевальк. Немецкая история» (нем. Eine deutsche Geschichte, 2009)
- «Смерть в Марселе» (нем. Tod in Marseille, 2010)
- «Между ночью и днём» (нем. Zwischen Nacht und Tag, 2012)